# Jorge Negrete Vea
Jorge Negrete Vea (Heroica Nogales; 23 de marzo de 1943-Mexicali; 5 de enero de 2019) fue un futbolista mexicano que jugaba como defensa.

## Selección nacional
Jugó su único partido con México el 2 de diciembre de 1969, en la derrota de 1-0 frente a Guatemala en el Campeonato de Naciones de la Concacaf de 1969.

### Participaciones en Campeonatos Concacaf
| Copa                                          | Sede       | Resultado    | Part. | Goles |
| --------------------------------------------- | ---------- | ------------ | ----- | ----- |
| Campeonato de Naciones de la Concacaf de 1969 | Costa Rica | Cuarto lugar | 1     | 0     |

## Clubes
| Club          | País   | Año       |
| ------------- | ------ | --------- |
| Club América  | México | 1965-1969 |
| Puebla F.C.   | México | 1969-1973 |
| C.D. Veracruz | México | 1973-1974 |

## Palmarés

### Títulos nacionales
| Título           | Equipo       | País   | Año     |
| ---------------- | ------------ | ------ | ------- |
| Primera División | Club América | México | 1965-66 |